# Campionati italiani assoluti di atletica leggera 2024
I CXIV campionati italiani assoluti di atletica leggera si sono svolti presso il centro sportivo Alessandro Montagna della Spezia, dal 29 al 30 giugno 2024.
I titoli di campioni italiani di maratona sono stati assegnati il 4 febbraio a San Felice Circeo, mentre il 3 marzo a Frosinone sono stati assegnati quelli della marcia 20 km e il 9 e 10 marzo a Cassino quelli di corsa campestre.
Il 14 aprile a Morbegno si sono svolti i campionati italiani assoluti di trail corto e l'11 maggio a Potenza i campionati italiani dei 10000 metri su pista, seguiti il 25 aprile a Firenze-Faenza dai campionati italiani dei 100 km. Il 30 giugno si assegneranno quelli di ultramaratona sui 50 km a Pistoia.
Il 14 e 15 settembre a Verona si terranno i campionati italiani assoluti di 24 ore su strada, seguiti il 12 ottobre dai campionati italiani assoluti di trail lungo a Omegna. I titoli della marcia 35 km si assegneranno a Prato il 13 ottobre, contemporaneamente a quelli dei 10 km su strada che verranno assegnati ad Arezzo. Il 3 novembre si disputeranno i campionati italiani assoluti di maratonina a Civitanova Marche.
Per quanto riguarda la corsa in montagna, il 5 maggio a Lanzada si terrà la prima prova dei campionati italiani (salita e discesa), i titoli delle staffette di corsa in montagna si svolgeranno il 16 giugno a Gagliano del Capo e il 15 settembre sarà la volta della seconda prova dei campionati italiani (salita) a Casnigo. Infine, il 12 ottobre a Chiavenna si svolgeranno i campionati italiani del chilometro verticale.

## Risultati

### Le gare del 29-30 giugno a La Spezia

#### Uomini
| Specialità                                                                              | Oro                                                                                 | Prestazione             | Argento                                                                                         | Prestazione             | Bronzo | Prestazione             |
| Corse                                                                                   |                                                                                     |                         |                                                                                                 |                         | |                         |
| 100 m vento: +1,0 m/s                                                                   | Matteo Melluzzo Gruppo Sportivo Fiamme Gialle                                       | 10"12                   | Samuele Ceccarelli Gruppo Sportivo Fiamme Oro                                                   | 10"21                   | Eric Marek Atletica Bergamo 1959 Oriocenter                                                                                | 10"27                   |
| 200 m vento: +1,8 m/s                                                                   | Eseosa Fostine Desalu Gruppo Sportivo Fiamme Gialle                                 | 20"30                   | Diego Pettorossi Atletica Libertas Unicusano Livorno                                            | 20"63                   | Luca Sito Pro Patria Milano                                                                                                | 20"72                   |
| 400 m                                                                                   | Edoardo Scotti Centro Sportivo Carabinieri                                          | 45"28                   | Vladimir Aceti Gruppo Sportivo Fiamme Gialle                                                    | 45"77                   | Brayan Lopez Gruppo Sportivo Fiamme Azzurre                                                                                | 45"93                   |
| 800 m                                                                                   | Simone Barontini Gruppo Sportivo Fiamme Azzurre                                     | 1'45"84                 | Francesco Pernici Gruppo Sportivo Fiamme Gialle                                                 | 1'45"89                 | Giovanni Lazzaro Centro Sportivo Aeronautica Militare                                                                      | 1'46"31                 |
| 1500 m                                                                                  | Federico Riva Gruppo Sportivo Fiamme Gialle                                         | 3'40"63                 | Pietro Arese Gruppo Sportivo Fiamme Gialle                                                      | 3'41"06                 | Joao Bussotti Centro Sportivo Esercito                                                                                     | 3'42"80                 |
| 5000 m                                                                                  | Pietro Arese Gruppo Sportivo Fiamme Gialle                                          | 13'35"97                | Pietro Riva Gruppo Sportivo Fiamme Oro                                                          | 13'40"31                | Jacopo De Marchi Centro Sportivo Esercito                                                                                  | 14'03"56                |
| 3000 m siepi                                                                            | Yassin Bouih Gruppo Sportivo Fiamme Gialle                                          | 8'21"00                 | Osama Zoghlami Centro Sportivo Aeronautica Militare                                             | 8'22"03                 | Ala Zoghlami Gruppo Sportivo Fiamme Oro                                                                                    | 8'34"89                 |
| 110 m hs vento: -1,3 m/s                                                                | Lorenzo Simonelli Centro Sportivo Esercito                                          | 13"18                   | Hassane Fofana Gruppo Sportivo Fiamme Oro                                                       | 13"62                   | Matteo Togni Gruppo Sportivo Fiamme Oro                                                                                    | 13"83                   |
| 400 m hs                                                                                | Giacomo Bertoncelli Atletica Insieme Verona                                         | 49"80                   | Mario Lambrughi Atletica Riccardi                                                               | 50"51                   | José Reynaldo Bencosme de Leon Gruppo Sportivo Fiamme Gialle                                                               | 51"10                   |
| Marcia 10 km                                                                            | Andrea Agrusti Gruppo Sportivo Fiamme Gialle                                        | 39"55                   | Michele Antonelli Centro Sportivo Aeronautica Militare                                          | 40"06                   | Gianluca Picchiottino Gruppo Sportivo Fiamme Gialle                                                                        | 40"21                   |
| Staffetta 4×100 m                                                                       | Atletica Biotekna Alexi Atchori Essoh Pietro Pivotto Andrea Federici Loris Tonella  | 40"16                   | Atletica Riccardi Ruskin Molinari Nwagwu Simone Tanzilli Mattia Italo Arnaboldi Andrea Bernardi | 40"26                   | Atletica Studentesca Rieti Andrea Milardi Riccardo Demetrio Caccamo Damiano Dentato Filippo Morseletto Mattia Silvestrelli | 40"32                   |
| Staffetta 4×400 m                                                                       | Assindustria Sport Lorenzo Stoppato Lorenzo De Bortoli Luca Ostanello Filippo Cibin | 3'12"09                 | Pro Patria Milano Giorgio Isacco Francesco Camilli Francesco Domenico Rossi Andrea Panassidi    | 3'12"12                 | Pro Sesto Atletica Francesco Gargantini Leonardo Cuzzolin Mattia Cella Matteo Raimondi                                     | 3'12"81                 |
| Salti                                                                                   |                                                                                     |                         |                                                                                                 |                         | |                         |
| Salto in alto                                                                           | Stefano Sottile Gruppo Sportivo Fiamme Azzurre                                      | 2,30 m                  | Manuel Lando Centro Sportivo Aeronautica Militare                                               | 2,20 m                  | Eugenio Meloni Centro Sportivo Carabinieri                                                                                 | 2,15 m                  |
| Salto con l'asta                                                                        | Federico Biancoli Atletica Riccardi                                                 | 5,15 m                  | Federico Bonanni Centro Sportivo Aeronautica Militare                                           | 5,15 m                  | Matteo Oliveri Centro Sportivo Carabinieri                                                                                 | 5,10 m                  |
| Salto in lungo                                                                          | Kareem Hatem Mersal VV Management                                                   | 7,89 m vento: +0,1 m/s  | Simone Forte Gruppo Sportivo Fiamme Gialle                                                      | 7,80 m vento: +0,9 m/s  | Filippo Randazzo Gruppo Sportivo Fiamme Gialle                                                                             | 7,74 m vento: +0,4 m/s  |
| Salto triplo                                                                            | Andrea Dallavalle Gruppo Sportivo Fiamme Gialle                                     | 16,77 m vento: +0,3 m/s | Tobia Bocchi Centro Sportivo Carabinieri                                                        | 16,37 m vento: -0,5 m/s | Gabriele Tosti Bergamo Stars Atletica                                                                                      | 15,73 m vento: +1,6 m/s |
| Lanci                                                                                   |                                                                                     |                         |                                                                                                 |                         | |                         |
| Getto del peso                                                                          | Leonardo Fabbri Centro Sportivo Aeronautica Militare                                | 22,11 m                 | Riccardo Ferrara Centro Sportivo Carabinieri                                                    | 20,34 m                 | Francesco Trabacca Giovani Atleti Bari 1969                                                                                | 19,23 m                 |
| Lancio del disco                                                                        | Alessio Mannucci Centro Sportivo Aeronautica Militare                               | 64,04 m                 | Enrico Saccomano Centro Sportivo Aeronautica Militare                                           | 60,27 m                 | Giovanni Faloci Gruppo Sportivo Fiamme Gialle                                                                              | 59,75 m                 |
| Lancio del martello                                                                     | Marco Lingua Atletica Biotekna                                                      | 69,66 m                 | Giorgio Olivieri Centro Sportivo Carabinieri                                                    | 69,62 m                 | Davide Costa Gruppo Sportivo Fiamme Azzurre                                                                                | 69,33 m                 |
| Lancio del giavellotto                                                                  | Giovanni Frattini Associazione Sportiva La Fratellanza 1874                         | 75,40 m                 | Roberto Orlando Centro Sportivo Aeronautica Militare                                            | 74,53 m                 | Simone Comini Atletica Biotekna                                                                                            | 74,38 m                 |
| record dei campionati; record nazionale; record personale; record personale stagionale. |                                                                                     |                         |                                                                                                 |                         | |                         |

#### Donne
| Specialità                                                                              | Oro                                                                                  | Prestazione             | Argento                                                                                | Prestazione             | Bronzo                                                                                                  | Prestazione             |
| Corse                                                                                   |                                                                                      |                         |                                                                                        |                         | |                         |
| 100 m vento: +0,8 m/s                                                                   | Zaynab Dosso Gruppo Sportivo Fiamme Azzurre                                          | 11"20                   | Arianna De Masi Atletica Meneghina                                                     | 11"28                   | Chiara Melon Gruppo Sportivo Fiamme Azzurre                                                             | 11"49                   |
| 200 m vento: +0,7 m/s                                                                   | Anna Bongiorni Centro Sportivo Carabinieri                                           | 23"10 =                 | Zaynab Dosso Gruppo Sportivo Fiamme Azzurre                                            | 23"17                   | Elisa Valensin Atletica Bergamo 1959                                                                    | 23"19                   |
| 400 m                                                                                   | Alice Mangione Centro Sportivo Esercito                                              | 51"57                   | Giancarla Trevisan Bracco Atletica                                                     | 52"09                   | Ilaria Accame Atletica Libertas Unicusano Livorno                                                       | 52"16                   |
| 800 m                                                                                   | Eloisa Coiro Gruppo Sportivo Fiamme Azzurre                                          | 2'03"71                 | Maria Colajanni CUS Palermo                                                            | 2'04"08                 | Ngalula Gloria Kabangu ACSI Italia Atletica                                                             | 2'04"45                 |
| 1500 m                                                                                  | Federica Del Buono Centro Sportivo Carabinieri                                       | 4'05"14                 | Sintayehu Vissa Atletica Brugnera Friulintagli                                         | 4'05"29                 | Ludovica Cavalli Centro Sportivo Aeronautica Militare                                                   | 4'06"79                 |
| 5000 m                                                                                  | Nadia Battocletti Gruppo Sportivo Fiamme Azzurre                                     | 15'24"69                | Elisa Palmero Centro Sportivo Esercito                                                 | 15'35"68                | Micol Majori Atletica Cernusco                                                                          | 15'37"91                |
| 3000 m siepi                                                                            | Eleonora Curtabbi Atletica Giò 22 Rivera                                             | 9'57"59                 | Linda Palumbo Unione Sportiva Quercia Rovereto                                         | 10'02"50                | Silvia Oggioni Pro Patria Milano                                                                        | 10'06"76                |
| 100 m hs vento: +0,4 m/s                                                                | Giada Carmassi Centro Sportivo Esercito                                              | 12"87                   | Elisa Di Lazzaro Centro Sportivo Carabinieri                                           | 13"02                   | Veronica Besana Gruppo Sportivo Fiamme Gialle                                                           | 13"08                   |
| 400 m hs                                                                                | Alice Muraro Centro Sportivo Aeronautica Militare                                    | 55"13                   | Rebecca Sartori Gruppo Sportivo Fiamme Oro                                             | 55"33                   | Linda Olivieri Gruppo Sportivo Fiamme Oro                                                               | 55"41                   |
| Marcia 10 km                                                                            | Valentina Trapletti Centro Sportivo Esercito                                         | 43'53"                  | Nicole Colombi Centro Sportivo Carabinieri                                             | 45'04"                  | Federica Curiazzi Atletica Bergamo 1959 Oriocenter                                                      | 46'07"                  |
| Staffetta 4×100 m                                                                       | Atletica Brescia 1950 Anna Marta Carnero Gaia Pedreschi Alessia Niotta Gloria Hooper | 45"28                   | Bracco Atletica Maddalena Martucci Costanza Donato Alessandra Iezzi Ilaria Pastena     | 45"77                   | Atletica Studentesca Rieti Andrea Milardi Martina Cuccù Virginia Capasso Elena Salvetti Lavinia Capasso | 46"00                   |
| Staffetta 4×400 m                                                                       | Pro Patria Milano Lucrezia Lombardo Serena Troiani Ilaria Burattin Virginia Troiani  | 3'35"76                 | Atletica Brescia 1950 Silvia Meletto Alexandra Almici Francesca Meletto Sophia Favalli | 45"77                   | Bracco Atletica Alessia Brunetti Martina Canazza Giulia Macchi Giancarla Trevisan                       | 3'39"00                 |
| Salti                                                                                   |                                                                                      |                         |                                                                                        |                         | |                         |
| Salto in alto                                                                           | Idea Pieroni Centro Sportivo Carabinieri                                             | 1,88 m                  | Asia Tavernini Gruppo Sportivo Fiamme Oro                                              | 1,88 m                  | Giulia De Marchi Atletica Vicentina                                                                     | 1,85 m                  |
| Salto con l'asta                                                                        | Roberta Bruni Centro Sportivo Carabinieri                                            | 4,55 m                  | Sonia Malavisi Gruppo Sportivo Fiamme Gialle                                           | 4,40 m                  | Maria Roberta Gherca Centro Sportivo Aeronautica Militare                                               | 4,25 m                  |
| Salto in lungo                                                                          | Elisa Naldi Centro Sportivo Carabinieri                                              | 6,21 m vento: +0,1 m/s  | Veronica Crida Atletica Brescia 1950                                                   | 6,19 m vento: -0,4 m/s  | Arianna Battistella Centro Sportivo Carabinieri                                                         | 6,05 m vento: +0,6 m/s  |
| Salto triplo                                                                            | Dariya Derkach Centro Sportivo Aeronautica Militare                                  | 14,19 m vento: +1,0 m/s | Veronica Zanon Gruppo Sportivo Fiamme Oro                                              | 13,51 m vento: -0,2 m/s | Erika Saraceni Bracco Atletica                                                                          | 13,43 m vento: -0,9 m/s |
| Lanci                                                                                   |                                                                                      |                         |                                                                                        |                         | |                         |
| Getto del peso                                                                          | Sara Verteramo CUS Torino                                                            | 15,98 m                 | Martina Carnevale Atletica Studentesca Rieti Andrea Milardi                            | 15,23 m                 | Fuyuko Stella Atletica Vicentina                                                                        | 14,88 m =               |
| Lancio del disco                                                                        | Emily Conte Gruppo Sportivo Fiamme Oro                                               | 56,82 m                 | Stefania Strumillo Gruppo Sportivo Fiamme Azzurre                                      | 56,65 m                 | Elena Varriale Atletica Cascina                                                                         | 53,33 m                 |
| Lancio del martello                                                                     | Sara Fantini Centro Sportivo Carabinieri                                             | 71,32 m                 | Rachele Mori Gruppo Sportivo Fiamme Gialle                                             | 69,04 m                 | Cecilia Desideri Centro Sportivo Aeronautica Militare                                                   | 60,65 m                 |
| Lancio del giavellotto                                                                  | Emanuela Casadei Associazione Sportiva La Fratellanza 1874                           | 56,49 m                 | Adjimon Adanhoegbe CUS Pro Patria Milano                                               | 54,07 m                 | Paola Padovan Centro Sportivo Carabinieri                                                               | 53,74 m                 |
| record dei campionati; record nazionale; record personale; record personale stagionale. |                                                                                      |                         |                                                                                        |                         | |                         |

#### Campionato italiano di prove multiple
| Specialità                                                                              | Oro                                                | Prestazione | Argento                                  | Prestazione | Bronzo                                     | Prestazione |
| Decathlon (uomini)                                                                      | Lorenzo Modugno Polisportiva Triveneto Trieste     | 7567 p.     | Andrea Cerrato Atletica Fossano '75      | 7404 p.     | Lorenzo Mellano Atletica Fossano '75       | 6989 p.     |
| Eptathlon (donne)                                                                       | Sara Chiaratti Atletica Libertas Unicusano Livorno | 5587 p.     | Marta Giaele Giovannini Atletica Cascina | 5505 p.     | Alice Lunardon Atletica Riviera del Brenta | 5480 p.     |
| record dei campionati; record nazionale; record personale; record personale stagionale. |                                                    |             |                                          |             |                                            |             |

### La maratona del 4 febbraio a San Felice Circeo
| Specialità        | Oro                                  | Prestazione | Argento                         | Prestazione | Bronzo                                   | Prestazione |
| Maratona (uomini) | Giacomo Esposito Atletica San Biagio | 2h22'24"    | Hajjaj El Jebli Atletica Vomano | 2h27'29"    | Michele Belluschi Grottini Team Recanati | 2h27'51"    |
| Maratona (donne)  | Alessia Tuccitto Caivano Runners     | 2h45'53"    | Federica Moroni Dinamo Sport    | 2h49'50"    | Giulia Sommi CUS Pro Patria Milano       | 2h50'58"    |

### La marcia 20 km del 3 marzo a Frosinone
| Specialità            | Oro                                               | Prestazione | Argento                                         | Prestazione | Bronzo                                                 | Prestazione |
| Marcia 20 km (uomini) | Francesco Fortunato Gruppo Sportivo Fiamme Gialle | 1h22'15"    | Riccardo Orsoni Gruppo Sportivo Fiamme Gialle   | 1h22'50"    | Michele Antonelli Centro Sportivo Aeronautica Militare | 1h24'16"    |
| Marcia 20 km (donne)  | Nicole Colombi Centro Sportivo Carabinieri        | 1h34'03"    | Eleonora Dominici Gruppo Sportivo Fiamme Gialle | 1h35'02"    | Federica Curiazzi Atletica Bergamo 1959 Oriocenter     | 1h36'32"    |

### I 10000 metri piani del 12 maggio a Potenza
| Specialità        | Oro                                        | Prestazione | Argento                                           | Prestazione | Bronzo                                 | Prestazione |
| 10 000 m (uomini) | Pietro Riva Gruppo Sportivo Fiamme Oro     | 29'01"33    | Pasquale Selvarolo Gruppo Sportivo Fiamme Azzurre | 29'05"45    | Stefano Massimi Atletica Vomano        | 29'18"82    |
| 10 000 m (donne)  | Anna Arnaudo Battaglio CUS Torino Atletica | 32'40"81    | Sara Nestola Calcestruzzi Corradini               | 33'08"40    | Letizia Di Lisa Gruppo Sportivo Virtus | 33'20"17    |

### La corsa campestre del 9-10 marzo a Cassino
| Specialità          | Oro                                                                                           | Prestazione | Argento                                                                                     | Prestazione | Bronzo                                                                                 | Prestazione |
| Uomini              |                                                                                               |             |                                                                                             |             |                                                                                        |             |
| Cross lungo (10 km) | Pasquale Selvarolo Gruppo Sportivo Fiamme Azzurre                                             | 31'11"      | Marco Fontana Granotto Atletica Insieme Verona                                              | 32'06"      | Yassin Bouih Gruppo Sportivo Fiamme Gialle                                             | 32'15"      |
| Cross corto (3 km)  | Sebastiano Parolini Gruppo Alpinistico Vertovese                                              | 8'50"       | Ala Zoghlami Gruppo Sportivo Fiamme Oro                                                     | 8'56"       | Masresha Costa Atletica Brugnera Friulintagli                                          | 9'00"       |
| Staffetta 4×2 km    | Trieste Atletica Elia Di Biagio Francesco Micolaucich Niccolò Galimi Federico Fragiacomo      | 25'30"      | Unione Sportiva Quercia Rovereto Fabio Mozzi Nicola Vanzetta Mattia De Barba Giovanni Gatto | 25'30"      | CUS Pro Patria Milano Federico Perrella Michele Alamia Filippo Mariani Aymen Ayachi    | 25'49"      |
| Donne               |                                                                                               |             |                                                                                             |             |                                                                                        |             |
| Cross lungo (8 km)  | Nadia Battocletti Gruppo Sportivo Fiamme Azzurre                                              | 28'47"      | Federica Del Buono Centro Sportivo Carabinieri                                              | 29'36"      | Nicole Reina CUS Pro Patria Milano                                                     | 29'46"      |
| Cross corto (3 km)  | Micol Majori Pro Sesto Atletica Cernusco                                                      | 10'21"      | Agnese Carcano Atletica Verona Pindemonte                                                   | 10'25"      | Giulia Zanne Atletica Brescia 1950                                                     | 10'27"      |
| Staffetta 4×2km     | Atletica ARCS CUS Perugia Francesca Scabissi Elena Ribigini Laura Ribigini Melissa Fracassini | 29'41"      | Unione Sportiva Quercia Rovereto Paola Parotto Giulia Tonolli Valeria Minati Linda Palumbo  | 29'49"      | CUS Pro Patria Milano Virginia Olivieri Matilde Bonacina Axelle Vicari Luisa Dal Molin | 30'35"      |

### Il trail corto del 14 aprile a Morbegno
| Specialità            | Oro                                    | Prestazione | Argento                                       | Prestazione | Bronzo                                               | Prestazione |
| Trail corto maschile  | Luca Del Pero Sky Lario Runners        | 2h40'17"    | Andrea Rota Organizzazione Sportiva Alpinisti | 2h43'29"    | Lorenzo Beltrami Sky Lario Runners                   | 2h44'18"    |
| Trail corto femminile | Alice Gaggi La Recastello Radici Group | 3h11'29"    | Elisa Desco Atletica Alta Valtellina          | 3h15'03"    | Cecilia Basso Gruppo Sportivo Orecchiella Garfagnana | 3h16'12"    |

### La corsa in montagna del 5 maggio a Lanzada
| Specialità           | Oro                                             | Prestazione | Argento                                 | Prestazione | Bronzo                                    | Prestazione |
| Classifica maschile  | Cesare Maestri Atletica Valli Bergamasche Leffe | 52'59"      | Isacco Costa La Recastello Radici Group | 53'20"      | Daniel Pattis Läuferclub Bozen Raiffeisen | 53"23       |
| Classifica femminile | Susanna Maria Saapunki Unione Sportiva Malonno  | 1h03'05"    | Vivien Bonzi La Recastello Radici Group | 1h03'50"    | Elisa Sortini Atletica Alta Valtellina    | 1h05'33"    |

### Le staffette di corsa in montagna del 16 giugno a Gagliano del Capo
| Specialità          | Oro                                                                         | Prestazione | Argento                                                             | Prestazione | Bronzo                                                             | Prestazione |
| Staffetta maschile  | Atletica Valli Bergamasche A Lorenzo Cagnati Cesare Maestri Xavier Chevrier | 1h17'15"    | Società Atletica Valchiese A Luca Merli Marco Filosi Alberto Vender | 1h17'54"    | La Recastello Radici Group A Luciano Rota Andrea Elia Isacco Costa | 1h20'16"    |
| Staffetta femminile | La Recastello Radici Group A Vivien Bonzi Beatrice Bianchi                  | 1h00'57"    | Atletica Susa Adriano Ascheris A Miriana Ramat Irene Aschieris      | 1h06'01"    | Atletica Saluzzo A Arianna Dentis Matilde Bonino                   | 1h07'23"    |

### I 10 km su strada del 6 ottobre ad Arezzo
| Specialità     | Oro                                          | Prestazione | Argento                                          | Prestazione | Bronzo                                       | Prestazione |
| 10 km (uomini) | Francesco Guerra Centro Sportivo Carabinieri | 28'09"      | Yohanes Chiappinelli Centro Sportivo Carabinieri | 28'15"      | Iliass Aouani Gruppo Sportivo Fiamme Azzurre | 28'31"      |
| 10 km (donne)  | Valentina Gemetto Dk Runners Milano          | 32'53"      | Elisa Palmero Centro Sportivo Esercito           | 32'59"      | Sara Nestola Corradini Calcestruzzi          | 33'14"      |

### La marcia 35 km del 16 ottobre a Prato
| Specialità            | Oro                                          | Prestazione | Argento                                  | Prestazione | Bronzo                                            | Prestazione                 |
| Marcia 35 km (uomini) | Andrea Agrusti Gruppo Sportivo Fiamme Gialle | 2h33'06"    | Aldo Andrei Gruppo Sportivo Fiamme Oro   | 2h33'55"    | Teodorico Caporaso Virtus Atletica Bologna        | 2h35'45" >~ pz 30"; pz 180" |
| Marcia 35 km (donne)  | Sara Vitiello Gruppo Sportivo Fiamme Oro     | 2h58'22"    | Rosetta La Delfa Unione Giovanile Biella | 3h05'36" ~  | Sofia Fiorini Atletica Libertas Unicusano Livorno | 3h06'18"                    |

### La mezza maratona del 3 novembre a Civitanova Marche
| Specialità              | Oro                                           | Prestazione | Argento                                   | Prestazione | Bronzo                              | Prestazione |
| Mezza maratona (uomini) | Pietro Riva Gruppo Sportivo Fiamme Oro        | 1h02'47"    | Nekagenet Crippa Centro Sportivo Esercito | 1h03'07"    | Badr Jaafari Atletica Casone Noceto | 1h03'07"    |
| Mezza maratona (donne)  | Sara Nestola Calcestruzzi Corradini Excelsior | 1h12'32"    | Nicole Reina CUS Pro Patria Milano        | 1h13'29"    | Federica Sugamiele Caivano Runners  | 1h13'46"    |